# آنوش آسلیبکیان
آنوش آسلیبکیان (ارمنی: Անուշ Ասլիբեկյան؛ زادهٔ ۴ مارس ۱۹۸۱) منتقد تئاتر، رمان‌نویس، نمایشنامه‌نویس اهل ارمنستان است.

## زندگی‌نامه
وی در ۴ مارس ۱۹۸۱ در سوان به دنیا آمد و در سال ۲۰۱۸ مدرک پی‌اچ‌دی خویش را در هنر دریافت نمود. وی از سال ۲۰۱۲ میلادی عضو اتحادیه نویسندگان ارمنستان است. وی همسر واهان آرتسرونی می‌باشد.

## آثار
آثار آسلیبکیان به زبان‌های لهستانی، آلمانی، یونانی و روسی ترجمه شده‌است.
- نمایشنامه پرواز بر فراز شهر

## نگارخانه

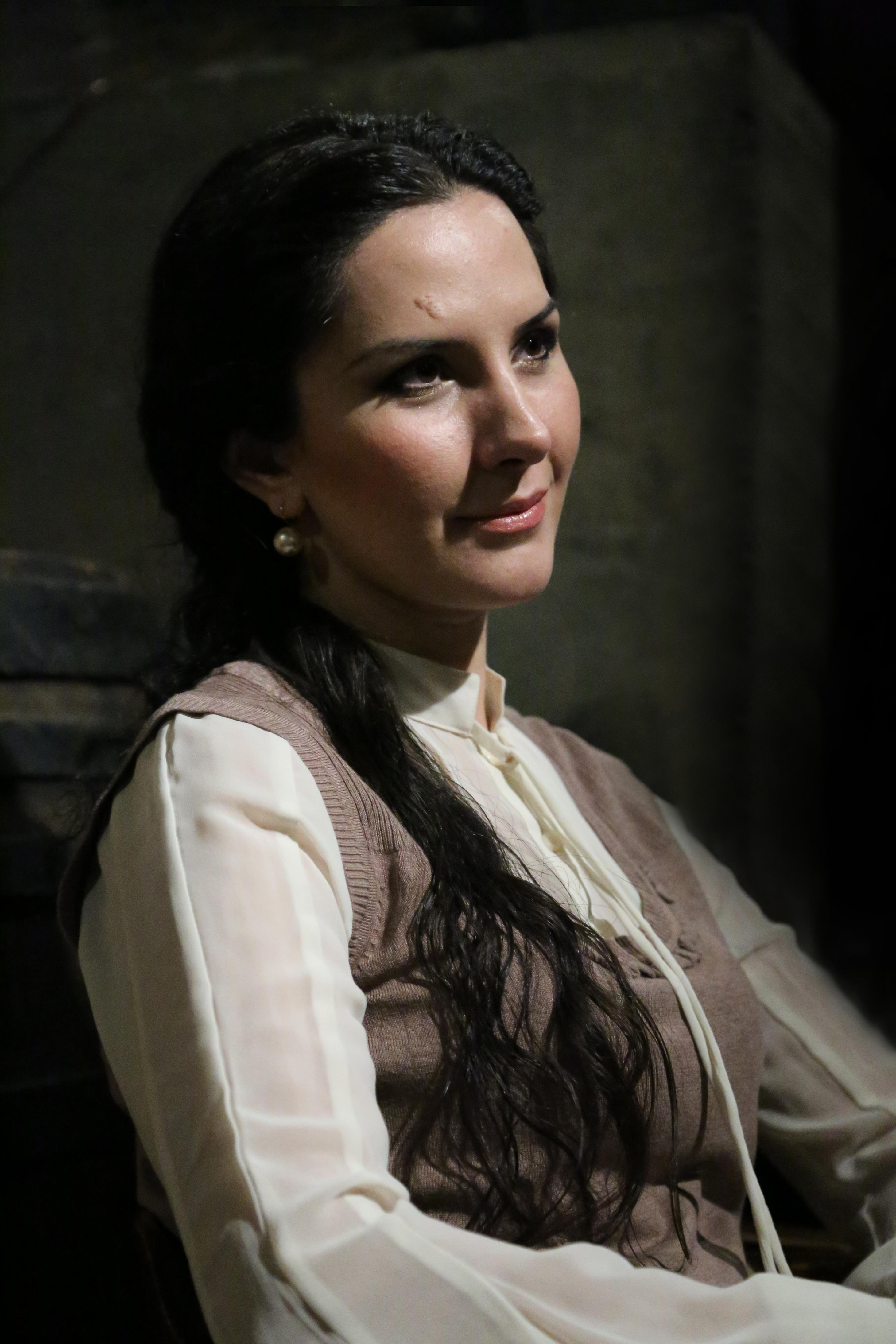